# Sint-Martinuskerk (Holtum)
De Sint-Martinuskerk is de parochiekerk van Holtum, gelegen aan de Martinusstraat, in de Nederlands Zuid-Limburgse gemeente Sittard-Geleen.
Op het kerkhof bij de kerk staat de Kerkhofkapel.

## Geschiedenis
De toren is van 1418 en is gebouwd in mergelsteen. Deze was onderdeel van een romaanse kerk, welke in 1887-1888 werd afgebroken en vervangen door de huidige neoromaanse bakstenen kerk. Ook de toren werd met twee (mergelstenen) geledingen verhoogd en ontstond ook de spits met de topgevels rondom.
Aanvankelijk ontstond aldus een eenbeukig kerkgebouw met halfronde apsis onder architectuur van Johannes Kayser. Boogfriezen en omlijstingen in andersgekleurde baksteen werden rijkelijk aangebracht. In 1936 werd het gebouw uitgebreid met zijbeuken en één travee waardoor een basilicaal kerkgebouw ontstond. J.E. Schoenmaekers was hier de architect.
Op 29 september 1944, tijdens de Bevrijding, werd de kerk door granaten beschadigd. De schade kon betrekkelijk eenvoudig worden hersteld.
Ook in 1985-1986 vond restauratie plaats.

## Inventaris
De kerk bezit de voet van een romaans doopvont (ongeveer 1200); een hardstenen wijwatervat (1643); een Sint-Anna-te-Drieën (4e helft 15e eeuw); Sint-Udalricusbeeld (18e eeuw); Grafzerken van adellijke heren en vrouwen (1571, 1579, 1643, 1658) en kerkmeubilair van 1888 (preekstoel, hoofdaltaar) en van 1896 (communiebank).
De klokken werden door de bezetter gestolen en weggevoerd.
De kerk en een deel van de inventaris is geklasseerd als rijksmonument.